# Чемпіонат Пакистану з футболу
Прем'єр-ліга Пакистану (урду پاکستان پریمیئر لیگ‎; англ. Pakistan Premier League) — вища за рівнем в системі футбольних ліг Пакистану футбольна ліга. Пакистанська Прем'єр-ліга з моменту свого заснування в 2004 році проходить по системі «осінь—весна». Є наступником Футбольного чемпіонату Пакистану, який проводився з 1948 року по 2003 рік.
У пакистанській Прем'єр-лізі беруть участь 16 команд. У загальній складності грається 240 матчів (по 30 для кожної з команд). Дві найгірші команди за підсумками сезону вилітають в Лігу Федерації футболу Пакистану, а звідти — дві кращі команди виходять до еліти. Пакистанська Прем'єр-ліга організується і управляється Федерацією футболу Пакистану.

## Історія
Чемпіонат Пакистану з футболу почав проводитися під назвою Футбольний чемпіонат Пакистану з 1948 року, тобто через рік після створення держави Пакистан в результаті розділу Британської Індії. У чемпіонаті брали участь різні клубу з міст і вілаятів (провінцій) країни. Першим переможцем чемпіонату стала команда «Сінд Ред».
З 1947 року по 1971 рік нинішня держава Бангладеш було частиною (провінцією) Пакистану, і іменувалася Східним Пакистаном. Чотири рази клуби з Східного Пакистану (тобто сучасного Бангладеш) в сезонах 1960 («Іст Пакистан»), 1961, 1962 («Дакка») і 1970 («Чіттагонг») років ставали переможцями чемпіонату Пакистану.
Футбольний чемпіонат Пакистану проводився до 2003 року, в основному в кубковому форматі, а не у форматі ліги. В тому році, в пакистанському футболі і в Федерації футболу Пакистану відбулися різкі зміни та реформи, що підтримувались з боку ФІФА. Були побудовані футбольні академії, реконструйовано стадіони і інфраструктура, збудовано нову будівлю ФФП в Лахорі. Тоді ж було оголошено про створення абсолютно нової футбольної ліги — «Прем'єр-ліги Пакистану», яка замінила «Футбольний чемпіонат Пакистану», а також «Дивізіон А футбольної національної ліги».
Другою за рівнем футбольною лігою в Пакистані є «Ліга Федерації футболу Пакистану», яка до 2006 року називалася «Дивізіоном Б футбольної національної ліги». Далі слідує «Національний клубний чемпіонат Пакистану», який раніше називався «Дивізіоном З». Після нього — «Дивізіон Д», який відомий під назвою «Футбольна ліга Карачі».
У сезоні 2004/05 у лізі брали участь 16 клубів. У сезонах 2005/06 та 2006/07 — 12, в сезонах 2007/08, 2008/09 та 2009/10 — 14, в сезонах 2010/11, 2011/12, 2012/13 і 2013/14 — 16, в сезоні 2014/15 — брали участь 12 команд.
З сезону 2018/2019, знову беруть участь 16 клубів. Дві останні команди за підсумками сезону вилітають в Лігу Федерації футболу Пакистану, а дві кращі команди з цієї ліги потрапляють в Прем'єр-лігу Пакистану.
У пакистанській Прем'єр-лізі більшість складають різні клуби, що належать організаціям, відомствам і компаніям, як державним, так і приватним. Кількість легіонерів (іноземних футболістів) в пакистанській Прем'єр-лізі, і взагалі у чемпіонаті Пакистану дуже маленьке. З іноземців, в цьому чемпіонаті грає в основному невелика кількість легіонерів з Афганістану, Індії, країн Південної Азії і Африки.

## Міжнародні турніри
Футбольні клуби Пакистану, як і футбольні клуби інших країн-членів АФК, представляють свою країну на міжнародних турнірах, що проводяться під егідою АФК. З 2019 року для Пакистану виділена лише одна квота для участі на турнірах АФК, а точніше, для участі в Кубку АФК (азійський аналог Ліги Європи УЄФА). Таким чином, чемпіон пакистанської Прем'єр-ліги отримує право брати участь з першого кваліфікаційного раунду Кубка АФК. Якщо клуб виграє матч, переходить у другий кваліфікаційний раунд, і при перемозі продовжить свою участь. Якщо ж програє, то закінчує свою участь.
Через непроведення сезонів 2015/16, 2016/17 і 2017/18 пакистанської Прем'єр-ліги, пакистанські клуби не брали участь в азійських клубних турнірах, і відповідно чемпіонат країни опустився на останнє місце у таблиці рейтингів АФК. Участь пакистанських клубів в Кубку АФК стало можливим лише з 2019 року. До цього, пакистанський клуб брав участь в Кубку АФК один раз — у 2016 році (вилетів ще в кваліфікаційному раунді).
До цього, з 2005 року по 2014 рік, футбольні клуби Пакистану брали участь в Кубку президента АФК, який до свого скасування у 2014 році був третім по престижу міжнародним клубним турніром в АФК, і там брали участь найменш розвинуті національні чемпіонати країн АФК. Матчі Кубка президента АФК 2007 року повністю проводилися в Пакистані. Лише один раз, в сезоні 2013 року пакистанський клуб («Хан Рісерч Лабораторіз») дійшов до фіналу цього турніру, де програв туркменському «Балкану» з рахунком 1:0. Крім того, в сезоні 2009 року інший пакистанський клуб — «ВАПДА» дійшов до півфіналу цього турніру. В інші сезони пакистанські клуби зупинялися у стадіях плей-оф, або вже на груповому етапі.
Пакистанські клуби жодного разу поки не брали участь у Лізі чемпіонів АФК через надзвичайно низький рейтинг в таблиці коефіцієнтів АФК.
Футбольні клуби Пакистану також в різні роки брали і беруть участь в неофіційних міжнародних турнірах, і іноді стають їх призерами. Яскравим прикладом є Клубний чемпіонат Федерації футболу Південної Азії.

## Переможці та призери
| Сезон                          | Чемпіон                      | 2 місце                      | 3 місце                      |
| ------------------------------ | ---------------------------- | ---------------------------- | ---------------------------- |
| Футбольний чемпіонат Пакистану |                              |                              |                              |
| 1948                           | «Сінд Ред»                   | «Сінд Блю»                   |                              |
| 1949                           | Чемпіонат не проводився      |                              |                              |
| 1950                           | «Белуджистан Ред»            | «Сінд»                       |                              |
| 1951                           | Чемпіонат не проводився      |                              |                              |
| 1952                           | «Панджаб»                    | «НВФП»                       |                              |
| 1953                           | «Панджаб»                    | «НВФП Блю»                   |                              |
| 1954                           | «Панджаб Блю»                | «Рейлвейз»                   |                              |
| 1955                           | «Панджаб»                    | «НВФП»                       |                              |
| 1956                           | «Белуджистан»                | «Рейлвей Вайт»               |                              |
| 1957                           | «Панджаб»                    | «Іст Пакистан Вайт»          |                              |
| 1958                           | «Панджаб Блю»                | «Рейлвейз»                   |                              |
| 1959                           | «Белуджистан»                | «Іст Пакистан»               |                              |
| 1960                           | «Іст Пакистан»               | «Карачі Вайт»                |                              |
| 1961/1962                      | «Дакка»                      | «Карачі Блю»                 |                              |
| 1962                           | «Дакка»                      | «Карачі»                     |                              |
| 1963                           | «Карачі»                     | «Рейлвейз»                   |                              |
| 1964/1965                      | «Карачі»                     | «Рейлвейз»                   |                              |
| 1966                           | «Карачі»                     | «Рейлвейз»                   |                              |
| 1967                           | Чемпіонат не проводився      |                              |                              |
| 1968                           | «Пешавар»                    | «Лахор»                      |                              |
| 1969                           | «Рейлвейз»                   | «Карачі»                     |                              |
| 1969/1970                      | «Читтагонг»                  | «Пешавар»                    |                              |
| 1971                           | «ПІА»                        | «Карачі»                     |                              |
| 1972                           | «ПІА»                        | «Пешавар Вайт»               |                              |
| 1973                           | «Карачі Єллоу»               | «Равалпінді»                 |                              |
| 1974                           | Чемпіонат не проводився      |                              |                              |
| 1975 (1)                       | «ПІА»                        | «Панджаб Ей»                 |                              |
| 1975 (2)                       | Сінд Ред                     | «Белуджистан Ред»            |                              |
| 1976                           | «ПІА»                        | «Рейлвейз»                   |                              |
| 1977                           | Чемпіонат не проводився      |                              |                              |
| 1978                           | «ПІА»                        | «Сінд Ред»                   |                              |
| 1979                           | «Карачі Ред»                 | «ПІА»                        |                              |
| 1980                           | «Карачі Ред»                 | «Армі»                       |                              |
| 1981                           | «ПІА»                        | «ПАФ»                        |                              |
| 1982                           | «ХБЛ»                        | «Рейлвейз»                   |                              |
| 1983                           | «ВАПДА»                      | «ХБЛ»                        |                              |
| 1984                           | «Рейлвейз»                   | «ВАПДА»                      |                              |
| 1985                           | «Кветта»                     | «ПІА»                        |                              |
| 1986                           | «ПАФ»                        | «ПІА»                        |                              |
| 1987                           | «КТМ»                        | «КПТ»                        |                              |
| 1988                           | Чемпіонат не проводився      |                              |                              |
| 1989 (1)                       | «Панджаб Ред»                | «Рейлвейз»                   |                              |
| 1989 (2)                       | «ПІА»                        | «СГП»                        |                              |
| 1990                           | «Панджаб Ред»                | «ПІА»                        |                              |
| 1991                           | «ВАПДА»                      | «ХБЛ»                        |                              |
| 1992/1993                      | «ПІА»                        | «Армі»                       |                              |
| 1993/1994                      | «Армі»                       | «ВАПДА»                      |                              |
| 1994                           | «КТМ»                        | «ВАПДА»                      |                              |
| 1995                           | «Армі»                       | «АБЛ»                        |                              |
| 1996                           | Чемпіонат не проводився      |                              |                              |
| 1997 (1)                       | «АБЛ»                        | «ПІА»                        |                              |
| 1997 (2)                       | «АБЛ»                        | «Пакистан Неві»              |                              |
| 1998                           | Чемпіонат не проводився      |                              |                              |
| 1999                           | «АБЛ»                        | «Пакистан Неві»              |                              |
| 2000                           | «АБЛ»                        | «ХБЛ»                        |                              |
| 2001                           | «ВАПДА»                      | «Хан Рісерч Лабораторіз»     |                              |
| 2002                           | Чемпіонат не проводився      |                              |                              |
| 2003                           | «ВАПДА»                      | «Пакистан Армі»              |                              |
| Прем'єр-ліга Пакистану         |                              |                              |                              |
| 2004/2005                      | «ВАПДА» (Лахор)              | «Пакистан Армі» (Равалпінді) | «Хан Рісерч Лабораторіз»     |
| 2005/2006                      | «Пакистан Армі» (Равалпінді) | «ВАПДА» (Лахор)              | «Хан Рісерч Лабораторіз»     |
| 2006/2007                      | «Пакистан Армі» (Равалпінді) | «ВАПДА» (Лахор)              | «Хан Рісерч Лабораторіз»     |
| 2007/2008                      | «ВАПДА» (Лахор)              | «Пакистан Армі» (Равалпінді) | «Хан Рісерч Лабораторіз»     |
| 2008/2009                      | «ВАПДА» (Лахор)              | «Пакистан Армі» (Равалпінді) | «Хан Рісерч Лабораторіз»     |
| 2009/2010                      | «Хан Рісерч Лабораторіз»     | «Пакистан Армі» (Равалпінді) | «ВАПДА» (Лахор)              |
| 2010/2011                      | «ВАПДА» (Лахор)              | «Хан Рісерч Лабораторіз»     | «ПІА» (Карачі)               |
| 2011/2012                      | «Хан Рісерч Лабораторіз»     | «Афган» (Чаман)              | «Пакистан Армі» (Равалпінді) |
| 2012/2013                      | «Хан Рісерч Лабораторіз»     | «К-Електрік» (Карачі)        | «Муслім» (Кветта)            |
| 2013/2014                      | «Хан Рісерч Лабораторіз»     | «К-Електрік» (Карачи)        | «ВАПДА» (Лахор)              |
| 2014/2015                      | «К-Електрік» (Карачі)        | «Пакистан Армі» (Равалпінді) | «ПАФ» (Ісламабад)            |
| 2015-2018                      | Чемпіонат не проводився      |                              |                              |
| 2018/2019                      | «Хан Рісерч Лабораторіз»     | «ПАФ» (Ісламабад)            | ССГК (Карачі)                |

## Найкращі бомбардири
| Сезон     | Гравець         | Клуб                     | Голи |
| --------- | --------------- | ------------------------ | ---- |
| 2004/2005 | Аріф Махмуд     | «ВАПДА»                  | 20   |
| 2005/2006 | Імран Хусайн    | «Пакистан Армі»          | 21   |
| 2006/2007 | Аріф Махмуд     | «ВАПДА»                  | 19   |
| 2007/2008 | Аріф Махмуд     | «ВАПДА»                  | 21   |
| 2008/2009 | Мухаммад Расул  | «Хан Рісерч Лабораторіз» | 22   |
| 2009/2010 | Аріф Махмуд     | «ВАПДА»                  | 20   |
| 2010/2011 | Аріф Махмуд     | «ВАПДА»                  | 21   |
| 2011/2012 | Джадід Хан      | «Афган»                  | 22   |
| 2012/2013 | Калімулла Хан   | «Хан Рісерч Лабораторіз» | 23   |
| 2013/2014 | Мухаммад Карачі | «КПТ»                    | 20   |
| 2014/2015 | Ісрар Амір      | «К-Електрік»             | 22   |

## Висвітлення та медіа
Футбол помітно поступається за популярністю іншим видам спорту в Пакистані. Наприклад, в країні «спортом № 1» є крикет, далі йде хокей на траві. Матчі пакистанської Прем'єр-ліги з футболу транслюють два популярних пакистанських телеканалів — PTV Sports і Geo Super. Також чемпіонат Пакистану висвітлюють місцеві спортивні і футбольні ЗМІ.